# فیلم رنگی

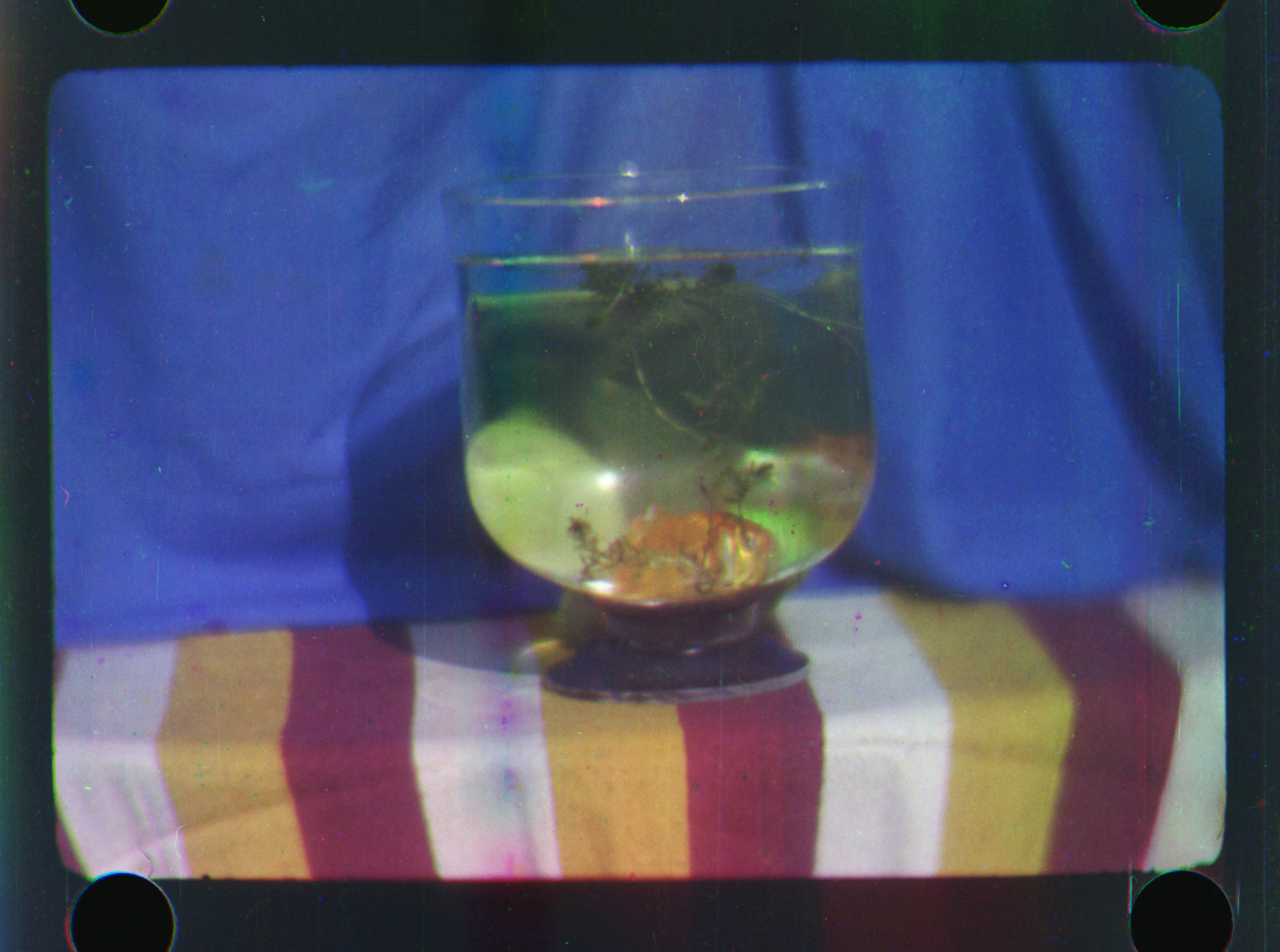
نمایی از فیلم رنگی آزمایشی ادوارد ریموند ترنر در سال ۱۹۰۲

فیلم رنگی (به انگلیسی: Color motion picture film) اشاره به هم نگاتیو رنگی برای فیلم‌های سینمایی دارد و هم اشاره به فیلم‌های رنگی تولید شده در سینما. پیدایش فیلم رنگی یک جریانی تدریجی بود. در ابتدا، فیلم‌ها را به صورت فریم به فریم رنگ‌آمیزی می‌کردند. از این روش ملی‌یس هم استفاده کرده‌است. اما از سال ۱۹۰۵ به بعد سیستم استنسیل جانشین آن شد. در دههٔ بیست از طریقهٔ مخزن رنگ استفاده می‌کردند (تینتینگ)، از آنجا که این روش، رنگی یکدست در سراسر تصویر پدیدمی‌آورد، از روش تنینگ یا سایه‌روشن رنگی نیز استفاده می‌کردند و گاه نیز از هر دو روش همزمان با هم استفاده می‌کردند. در سال ۱۹۲۹، کمپانی کداک ایستمن، نگانیوهای سیاه و سفید سونوکروم خود را عرضه کرد که شانزده رنگ پس‌زمینهٔ گوناگون داشتند. اما پیدایش فیلمبرداری رنگی از این جریان‌ها جلو زد.
اصول فیلمبرداری رنگی بر اصلی استوار است که توسط جیمز کلرک ماکسول فیزیکدان اسکاتلندی در سال ۱۸۵۵ پیشنهاد شده‌است. قبل از آن فیزیکدانان دریافته بودند نور دارای طیف‌هایی از طول موج‌های گوناگون است که بر اثر انعکاس از روی سطح اشیاء به صورت رنگ‌های گوناگون دیده می‌شود. مکسول هم کشف کرد که همهٔ رنگ‌های اصلی طبیعی در این طیف خود از سه رنگ اصلی قرمز، سبز و آبی تشکیل شده‌اند. این رنگ‌ها اگر با هم به‌طور مساوی ترکیب شوند، نور سفید حاصل می‌آید؛ ولی نور رنگی از دو طریق افزایشی (ادیتیو) و کاهشی (سابتراکتیو) حاصل می‌آید.
ابتدا روش ادیتیو در سینما گسترش یافت و چارلز اوربن و جورج ویلیام اسمیت از مکتب برایتون از طرق دو رنگ سبز و سرخ سیستم کینماکالر را در سال ۱۹۰۸ پدیدآوردند. اما این سیستم ضعف داشت، رنگ‌ها در آن بازی می‌کرد و کیفیت خوبی نداشت و سیستم‌های ادیتیو دیگر این دوره نیز موفقیتی کسب نکردند. تا اینکه شرکت تکنی‌کالر توسط دکتر هربرت کالموس از طریق سیستم سابتراکتیو به موفقیت‌های دیگری دست یافت. بعدها سیستم‌های تکنی‌کالر مونوپک و ایستمن کالر از سوی شرکت کداک ارائه شدند.

## انتخاب بین فیلم سیاه و سفید و رنگی
انتخاب بین فیلم رنگی و سیاه و سفید، یک انتخاب هنری است. هر دو رویکرد قابلیت‌های خاص خود را دارند. سیاه و سفید با تاکید بر نور، سایه و بافت، فضایی دراماتیک ایجاد می‌کند. در مقابل، فیلم رنگی با استفاده از طیف وسیع رنگ‌ها، احساسات را برمی‌انگیزد و فضای داستان را مشخص می‌کند. کارگردانان با توجه به داستان و هدف خود، یکی از این دو را انتخاب می‌کنند تا بتوانند بهترین اثر را خلق کنند.